# Регина Спектор
Регина Спектор (на руски: Регина Спектор; на английски: Regina Spektor) е американска певица и музикална изпълнителка от руско-еврейски произход.

## Биография
Родена е в Москва, РСФСР, СССР. Семейството ѝ емигрира в САЩ ррез 1989 г. Завършва гимназия в Ню Йорк, след което учи в Консерваторията на Пърчейз Колидж, откъдето се дипломира година предсрочно с почетен медал.

## Творчество
Музикалният стил на Спектор е анти-фолк, с който става известна първоначално в Ийст Вилидж (квартал в Манхатън, Ню Йорк).
Регина Спектор концертира в САЩ, Великобритания, Израел и редица други европейски страни. Гостувала е в шоуто на Конан О'Брайън (3 пъти), на Джей Лено (3 пъти), на Дейвид Летърман и на редица други водещи.
Нейните песни са гледани десетки милиони пъти в YouTube, а концертите ѝ са посетени от многобройна аудитория. Участва и в конференцията TED на 4 февруари 2009 г.
Тя е автор и на песента „The Call“ от филма „Хрониките на Нарния: Принц Каспиан“.
Певицата веднъж казва, че сама е съчинила голям брой песни, от които обаче само част си пробиват път до белия свят. Казва, че никога не е имала стремежа да пише песни сама, но те просто сякаш интуитивно излизали изпод ръцете ѝ. Те като цяло не засягат личния живот на Спектор, а по-скоро са изградени въз основа на сценарии и герои, които нейното въображение ражда. В песните ѝ се откриват елементи от фолка, пънка, рока, хип-хопа, джаза, еврейската, руската и класическата музика. Стилът ѝ е оприличаван на този на Бьорк, Тори Еймос и Фиона Епъл. Тя казва, че по-скоро работи упорито, за да даде на всяка една от песните си неин собствен облик, а не толкова да развива цялостен стил за цялата си музика.

## Други дейности
Спектор подкрепя правата на ЛГБТ гражданите и гей браковете. През 2015 г., след като Върховният съд ги обявява за законни, тя пише в Туитър: „Най-сетне!!! Така се зарадвах, щом чух страхотните новини за равенството и любовта. Гей браковете са законни във всички щати. САЩ на любовта. #ЛюбовтаПобеди.“

## Дискография

### Албуми
- 1999: демо-касета (непубликувана)
- 2001: 11:11 (издаден самостоятелно)
- 2002: Песни (издаден самостоятелно)
- 2003/2004: Съветски кич (издаден самостоятелно, заедно със Shoplifter и Sire)
- 2006: Начало на надежди (Begin to Hope, издаден от Sire)
- 2009: Далече (Far, издаден от Sire)
- 2012: What We Saw from the Cheap Seats (издаден от Sire)
- 2016: Remember Us to Life
- 2022: Home, Before and After

### Сингли
- 2005: Live at Bull Moose EP
- 2006: „Carbon Monoxide“
- 2006: „Us“
- 2006: „On the Radio“
- 2006: „Fidelity“
- 2007: „Better“
- 2007: Live in California 2006 EP (Sire)